# Еврот
Еврот (дав.-гр. Εὐρώτας) — персонаж давньогрецької міфології, уособлення річки, на якій стояла Спарта. Син Лелега і наяди Клеохарії; або син Мілета і Теледіки, онук Лелега і Клеохарії. Спартанський цар XV століття до н. е.

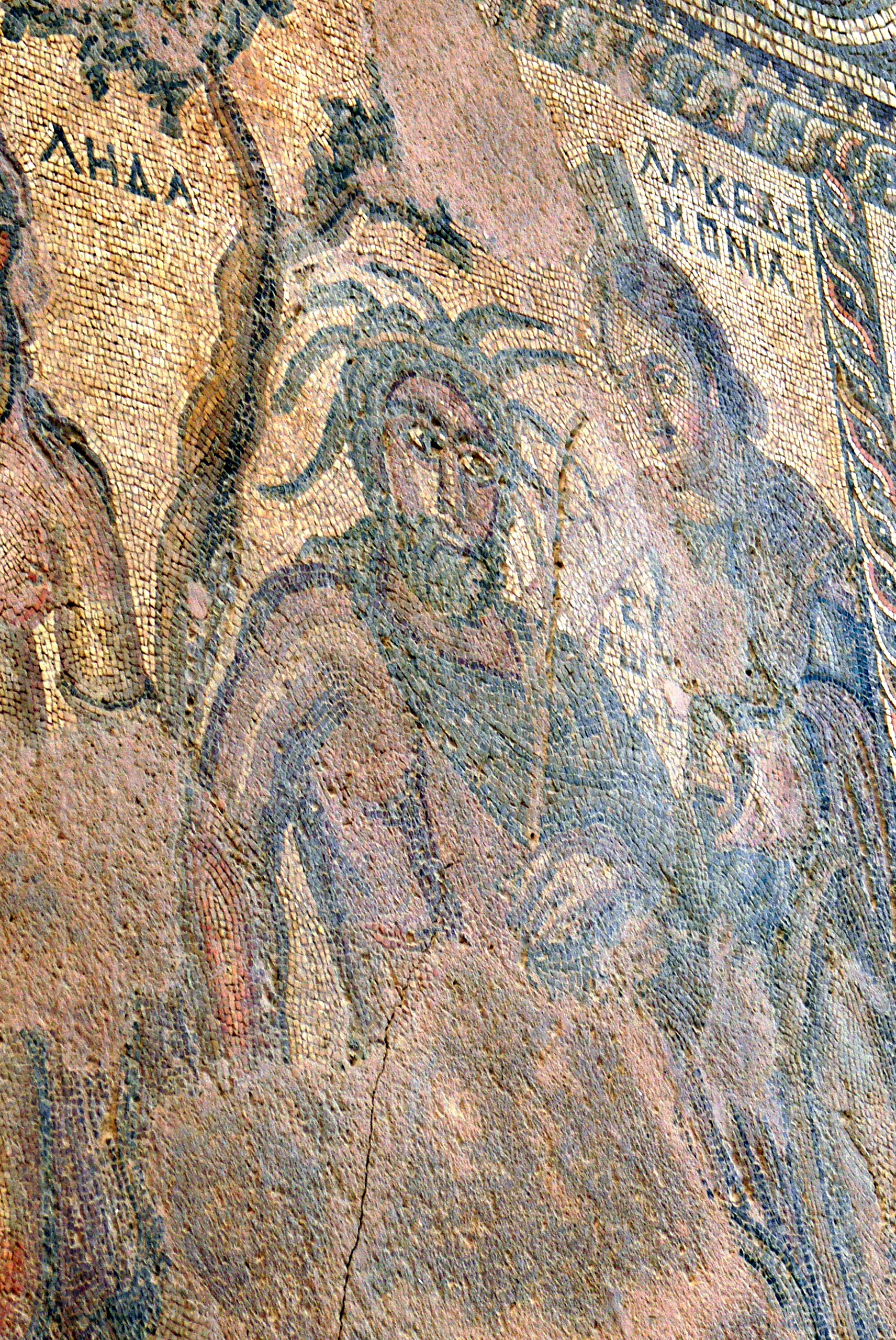
Зображення на мозаїці Еврота як уособлення річки

Відвів у море воду з Лаконійської рівнини, яка заболочувала її і не давала якісно існувати місту Спарта. Виник річковий потік, названий Евротом. Одружився з Клетою, яка від нього народила Спарту, можливо Мекіоніку і Пітану. Через те, що Еврот не мав сина, його на троні спадкував Лакедемон, чоловік його дочки Спарти, який і назвав місто на її честь.
Статую Еврота створив Евтіхід, їй присвячена епіграма Філіпа Фессалонікійського.